# باغ والامهره
باغ والاموهره (به انگلیسی: Baghwala Mohra) یک شهر در پاکستان است که در ناحیه پایتختی اسلام‌آباد واقع شده‌است. باغ والاموهره ۵۳۶ متر بالاتر از سطح دریا واقع شده‌است.